# Skype
Skype (pronunciado /ˈskaɪp/) fue un software propietario distribuido por Microsoft, tras haber comprado la compañía homónima y que permitía comunicaciones de texto, voz y vídeo sobre Internet (VoIP). Fue diseñado en 2003 por el danés Janus Friis y el sueco Niklas Zennström (también creadores de Kazaa) y desarrollada en su solución técnica por los estonios Priit Kasesalu, Ahti Heinla y Jaan Tallinn, ya que de hecho Skype nació en Tallin, Estonia. El código y protocolo de Skype permanecen cerrados y son privativos de la aplicación, pero los usuarios interesados pueden descargar gratuitamente la aplicación ejecutable del sitio web oficial. Los usuarios de Skype podían hablar entre sí gratuitamente.
Desde 2013, la red de Windows Live Messenger (anteriormente MSN Messenger) se integró a Skype tras la compra de Microsoft; un usuario MSN inicia sesión con las mismas credenciales que usaba en la red anterior para comunicarse con otro contacto de Windows Live o Skype pero solo en texto; para usar el audio y video tiene que vincular su cuenta Hotmail/Outlook con Skype, pero esto es completamente opcional.
Esta aplicación también incluía una característica denominada YY SkypeOut, que permite a los usuarios llamar a teléfonos convencionales, cobrándoles diversas y bajas tarifas según el país de destino, pudiendo llamar a casi cualquier teléfono del mundo.
Otra opción que brinda Skype es SkypeIn, gracias a la cual se otorga un número de teléfono para que desde un aparato telefónico, en cualquier parte del mundo, se pueda contactar al computador. Además, se provee de un servicio de buzón de voz.
El logotipo de Skype tiene forma de nube, y su interfaz es muy parecida a la de otros programas de mensajería instantánea, tales como Windows Live Messenger o Yahoo! Messenger y, de igual forma que en estos, es posible entablar una conversación de mensajes instantáneos entre usuarios de la misma aplicación. Este programa también permite dejar mensajes de voz (buzón) en caso de que el usuario no se encuentre disponible, siendo ese un servicio de pago que viene incluido con SkypeIn.
La agencia de inteligencia estadounidense Agencia de Seguridad Nacional (NSA) monitoriza las conversaciones de Skype mediante el sistema de vigilancia electrónica PRISM. Otro aspecto para tener en cuenta es que si el usuario desea cancelar su cuenta en Skype, encuentra multitud de obstáculos para poder hacerlo, colocados intencionadamente por la propia empresa
En septiembre de 2005 la empresa fue comprada por eBay por 5900 millones de dólares. Sin embargo, en julio de 2009 los desarrolladores antiguos del sistema demandaron a eBay porque las licencias de Joltid (que provee los códigos que utiliza el núcleo del sistema y que es una subsidiaria de los antiguos dueños) habían caducado y eBay estaba infringiendo sus derechos al seguir usándolas. Finalmente y al no poder reemplazar la tecnología que estaba siendo infringida, eBay vendió el 70 % de su participación de Skype a Silver Lake Partners, un grupo que sí incluye a Joltid.
En octubre de 2010, Skype 5.0 para Windows fue liberada con un conjunto de complementos y nuevas funciones, entre las más importantes, la inclusión de una pestaña de Facebook que permite a sus usuarios enviar mensajes SMS, efectuar chat o llamar a sus amigos de Facebook, directamente del Feed de Noticias. Por otra parte la versión 5 ha empeorado la usabilidad de la pantalla compartida y del acceso a los teléfonos de los contactos.
El 10 de mayo de 2011 Microsoft anunció la compra completa de Skype por 8500 millones de dólares.
En junio de 2011, Skype proporciona a Facebook el uso de su infraestructura dentro de las 72 horas para realizar videollamadas desde dentro del sitio web. Para esto es necesario instalar un complemento, un programa que queda siempre residente y desde cualquier navegador web añade el botón de llamar a los perfiles y al chat web de Facebook; en realidad este servicio es independiente de Skype (Un usuario de Skype no puede hacer contacto vía voz o vídeo a usuarios de Facebook, ni estos a ellos, incluso con el complemento de navegador instalado). Curiosamente, años antes Myspace tenía el mismo complemento también de Skype.
El 7 de noviembre de 2012, Microsoft anunció oficialmente la retirada de Windows Live Messenger en todo el mundo el 8 de abril de 2013 (aunque anteriormente la fecha anunciada fue la del 15 de marzo), a excepción de China, debido a que Skype es operada por otra compañía en ese país. La transición comenzó el 8 de marzo de 2013, cuando el cliente de computadoras de Windows Live Messenger ya no podía acceder al servicio y el usuario era instado a instalar Skype. En octubre de 2013, Microsoft dejó de soportar el protocolo XMPP, imposibilitando a las aplicaciones que usaban el método de inicio de sesión de Windows Live Messenger conectarse al servicio. Después de esto, en marzo de 2014, el protocolo MSP dejó de funcionar, lo que tuvo como resultado el final de Windows Live Messenger, completando así la transición.
En febrero de 2025 se anunció su cierre, que sucedió el 5 de mayo de ese mismo año, para su sustitución completa por parte de la plataforma Microsoft Teams.

## Descripción general
Skype es un software que permite comunicaciones de texto, voz y vídeo sobre Internet (VoIP). Tiene la finalidad de conectar a los usuarios vía texto (mensajería instantánea), voz (VoIP) o vídeo. Una de sus fortalezas es la comunicación gratuita por voz y video entre usuarios de Skype desde y hacia cualquier punto del mundo. También permite realizar llamadas especiales, a muy bajo costo, entre computadoras y la red de telefonía fija o móvil.
Se puede utilizar de las siguientes formas:
- Comunicación gratuita por texto, voz o vídeo entre dos usuarios de Skype con computadores personales conectados a Internet. Requiere registro y aceptación de las condiciones del servicio, sin costo.
- Comunicación grupal o conferencia de voz gratuita (videoconferencia grupal no es de pago) entre varios usuarios de Skype, todos ellos con PC conectados a Internet. Requiere registro sin costo.
- Generación de llamadas de voz a bajo costo desde un usuario de Skype con PC conectado a Internet, hacia teléfonos de red fija o móvil. Requiere contrato de pago, mensual o anual.
- Comunicación y envío de datos a bajo costo (texto y gráficos) desde un usuario de Skype con PC conectado a Internet hacia equipos de fax (o computadoras con software de fax) conectados a redes de telefonía fija. Requiere contrato de pago.
- Llamadas de voz a tarifa de llamada local desde teléfonos de red fija o móvil al número telefónico de un usuario abonado a Skype con PC conectado a Internet. Si el usuario receptor no está disponible, Skype ofrece un servicio de contestador automático. Requiere contrato de pago por parte del receptor. Las llamadas generadas desde teléfonos móviles pagan las tarifas locales del servicio celular.
- Comunicación y envío de datos a tarifa de llamada local desde equipos de fax conectados a redes de telefonía fija hacia un abonado de Skype con PC conectado a Internet. Requiere contrato de pago por parte del receptor.
- Comunicación por desvío telefónico y de texto a bajo costo desde teléfonos de red fija o celular hacia un abonado de Skype con PC conectado a Internet. Requiere contrato de pago por parte del receptor.

Skype al contar con los servicios de voz, datos, fax, contestador automático, conferencia y videollamada, puede mantener comunicación sin costo y a bajo costo, entre usuarios de Skype, teléfonos móviles, teléfonos de red fija, fax, videoconferencias y obviamente texto, entre los usuarios en ambas direcciones comunicacionales.
También, Skype permite el desvío de llamadas y mensajes de texto, lo cual significa que los usuarios del sistema con número telefónico Skype asignado, pueden recibir las llamadas o mensajes directamente en su computadora, o generar el desvío de estos a un teléfono móvil o bien de red fija, en el caso de llamadas.

### Sistemas operativos compatibles

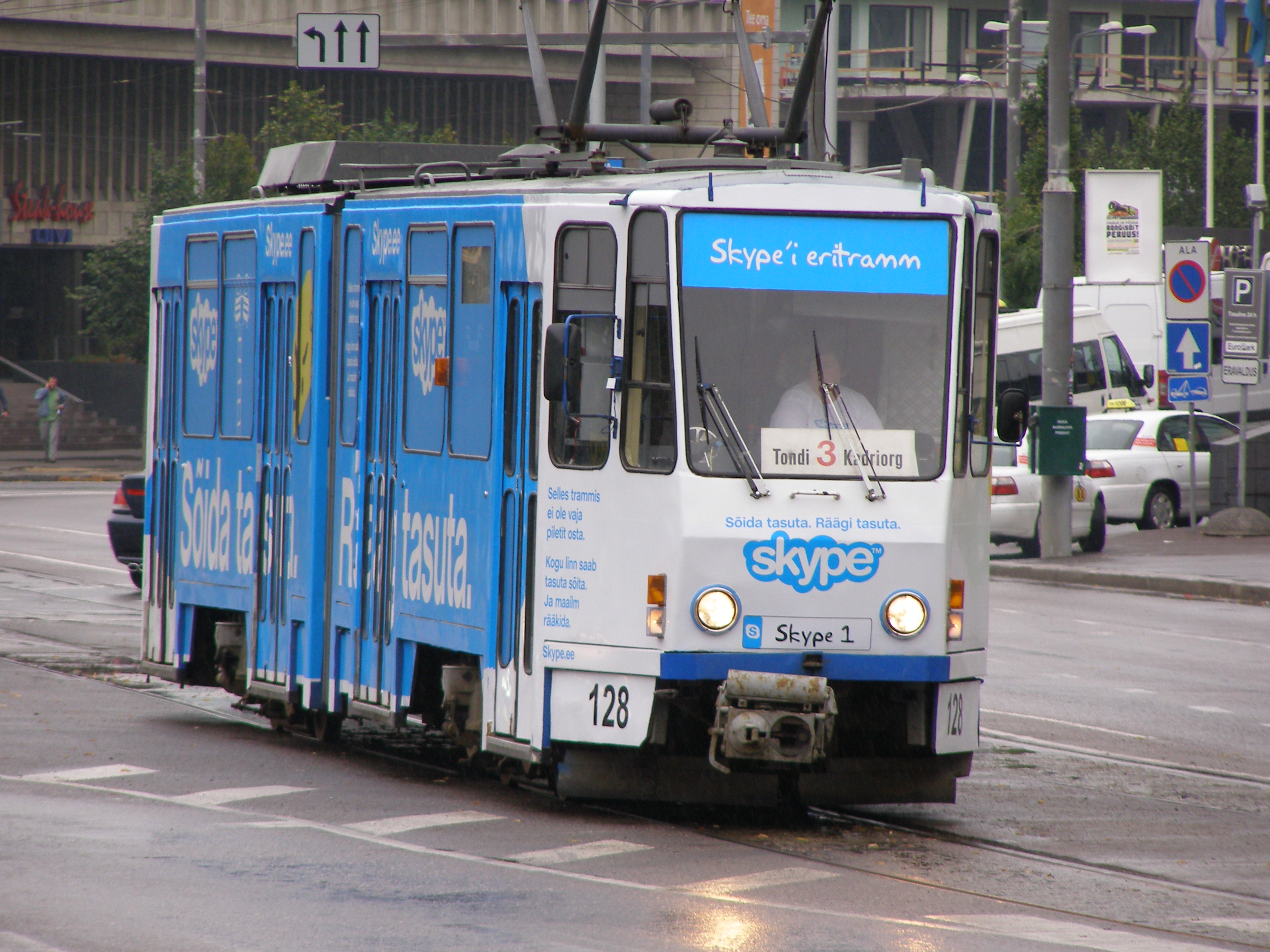
Tranvía en Estonia con publicidad de Skype.

#### Escritorio
- Windows 7, 8, 8.1 o 10 en versión de 32 o de 64 bits.[19]
- OS X versión 10.6 o superior.
- GNU/Linux

#### Móvil
- Android 2.3 o superior.
- iOS 7 o superior.
- Windows Phone 8 o superior.
- BlackBerry OS 10.3.1 o superior.
- Amazon Fire Phone

#### Tabletas
- iPad con iOS 5 o superior.
- Android con Android 2.3 o superior.
- Kindle Fire HD o versiones más recientes.

#### TV
- Samsung
- LG
- Sony
- Panasonic
- Sharp
- Vizio
- Philips
- Toshiba

#### Otros
- Xbox One
- PlayStation Vita (desde 2016 ya no disponible).
- iPod touch con iOS 7 o superior.

## Características

### Protocolo
Skype utiliza un protocolo privativo de telefonía VoIP. Parte de la tecnología usada por Skype pertenecen a Joltid Ltd. Corporation. La gran diferencia entre este software y otros estándar de análoga funcionalidad, es que Skype opera con base en el modelo P2P (originalmente usado en el software Kazaa en 2001) en vez del usual modelo Cliente-Servidor. Nótese que el modelo más popular, SIP, de VoIP también es P2P, pero su implementación generalmente requiere su registro en un servidor.
El éxito de Skype reside en la gran compresión de datos que realiza, sin afectar prácticamente a la calidad de la transmisión de voz, y en establecer una conexión con un clúster de servidores (servidores redundantes) de Skype para iniciar la sesión de comunicación, durante la que se devuelve la lista de contactos. Cuando se ha iniciado la llamada, se establece una conexión directa con el dispositivo de la persona.
La aplicación fue originalmente desarrollada en lenguaje Davinci usando el entorno Delphi; más tarde fue portado a GNU/Linux, haciendo uso de las bibliotecas Qt.

### Seguridad
Skype utiliza el algoritmo AES de 256-bit para cifrar la voz, los archivos transferidos o el mensaje instantáneo. Para la versión pagada se utiliza el algoritmo RSA de 2048-bit para el acceso a correo de voz y de 1536-bit durante la negociación para establecer la conexión. Para ello utilizan una clave asimétrica, que permite evitar ataques del tipo man-in-the-middle.
Otro riesgo de seguridad son las actualizaciones automáticas no desactivables a partir de la versión 5.6, tanto para Mac OS como para Windows, aunque en este último caso y sólo a partir de la 5.9 en ciertos casos, sí parece ser desactivable.

## Logotipos
- 2003-2004: Era una nube roja que adentro dice skype tipografía ron de color blanco y la nube en degrade de blanco.
- 2004-2005: El mismo pero 3D y el contorno grueso.
- 2005-2006: El mismo pero azul en vez de rojo.
- 2006-2012: El mismo pero blanco liso y azul más brillante.
- 2012-2017: El mismo pero 2D y más brillante de azul. Al abrir Skype empresarial se corre el logo.
- 2017-2019: Una forma redondeada con una S con la tipografía de los anteriores y a la derecha dice Skype con la tipografía actual de Windows.
- 2019-2025: Se quita por primera vez la palabra Skype y la insignia es fácil de decir, que es un círculo azul con degrade que tiene arriba y abajo una línea diagonal de azul oscuro con la S.